# Michael von Grünigen
Michael von Grünigen (Schönried, 11 de abril de 1969) es un deportista suizo que compitió en esquí alpino; dos veces campeón mundial.
Participó en cuatro Juegos Olímpicos de Invierno, entre los años 1992 y 2002, obteniendo una medalla de bronce en Nagano 1998, en la prueba de eslalon gigante, y el séptimo lugar en Albertville 1992 (eslalon).
Ganó cuatro medallas en el Campeonato Mundial de Esquí Alpino entre los años 1993 y 2001. En la Copa del Mundo consiguió veintitrés victorias y 48 podios en total.
Fue nombrado «Deportista masculino del año» en su país en 1997.

## Palmarés internacional
| Juegos Olímpicos   | Juegos Olímpicos       | Juegos Olímpicos  | Juegos Olímpicos |
| Año                | Lugar                  | Medalla           | Prueba           |
| ------------------ | ---------------------- | ----------------- | ---------------- |
| 1998               | Nagano (Japón)         | Medalla de bronce | Eslalon gigante  |
| Campeonato Mundial |                        |                   |                  |
| Año                | Lugar                  | Medalla           | Prueba           |
| 1996               | Sierra Nevada (España) | Medalla de bronce | Eslalon          |
| 1996               | Sierra Nevada (España) | Medalla de bronce | Eslalon gigante  |
| 1997               | Sestriere (Italia)     | Medalla de oro    | Eslalon gigante  |
| 2001               | St. Anton (Austria)    | Medalla de oro    | Eslalon gigante  |